# Harry de Windt
Œuvres principales
De Paris à New York à pied
Le capitaine Harry Willes Darell de Windt (9 avril 1856 à Paris  † 30 novembre 1933 à Bournemouth) était l'aide-de-camp de Charles Brooke, Rajah de Sarawak. Cet aventurier britannique a laissé d'intéressants récits de voyages dans l'hémisphère nord, publiés sous le nom de Harry de Windt.

## Biographie
Harry de Windt est le fils du capitaine Joseph Clayton Jennyns de Windt, de Blunston Hall, Highworth. Il fit ses études à Magdalene College (Cambridge) en 1875, mais sans passer de diplôme, puisque dès 1876 il accompagne son futur beau-frère dans ses voyages jusqu'en 1878. Il s'est marié à trois reprises : d'abord avec Frances L. A. Long, sœur de Walter Hume Long de Wraxall, qu'il épousa à Londres en 1882 et dont il divorça en 1888, après en avoir eu une fille, Margaret-Maude ; puis avec Hilda Frances Clark en 1899 (†1924) et enfin en 1927 avec l'actrice Charlotte-Elizabeth Ihle, plus connue sous son nom de scène, Elaine Inescourt.

## Essais
- Overland from Paris to New York via Siberia
- Peking to Paris
- Russia to India via Persia
- Through Savage Europe; Being the Narrative of a Journey (undertaken as Special Correspondent of the Westminster Gazette), throughout the Balkan States and European Russia. London: Fisher Unwin, 1907. With one hundred illustrations.